# Volo SAM Colombia 501
Il volo SAM Colombia 501 era un volo passeggeri di linea internazionale da Panama, Panama, a Bogotà, Colombia, con scalo intermedio a Medellín, Colombia. Il 19 maggio 1993, un Boeing 727 operante il volo si schiantò contro il monte Paramo Frontino, in Colombia. Nello schianto persero la vita tutti i 132 a bordo.

## L'aereo
Il velivolo coinvolto era un Boeing 727, marche HK-2422X, numero di serie 18876, numero di linea 217. Volò per la prima volta il 30 dicembre 1965, e venne consegnato a Japan Airlines nel 1966. Ceduto a Korean Air nel 1972, venne poi acquistato da SAM Colombia nel 1980. Era alimentato da 3 motori turboventola Pratt & Whitney JT8D-7A. Al momento dell'incidente, l'aereo aveva poco più di 27 anni.

## L'incidente
Alle 14:18, il volo 501 decollò da Panama e salì a 16 000 piedi (4 900 m). A bordo c'erano 7 membri dell'equipaggio e 125 passeggeri, tra cui diversi dentisti panamensi diretti a una convention.
L'attività temporalesca nell'area rese più difficile la navigazione, e il VOR/DME di Medellín era stato distrutto da dei terroristi ed era inservibile. L'equipaggio riferì di trovarsi sopra il NDB di Abejorral a 16 000 piedi (4 900 m), e di starsi avvicinando a Medellín. Il volo venne quindi autorizzato a scendere a 12 000 piedi (3 700 m); le comunicazioni furono perse poco dopo. Dopo numerosi tentativi falliti di contattare il 727, il controllore di volo di Medellín ATC dichiarò un'emergenza.
Poiché il VOR/DME di Medellín era inservibile, l'equipaggio commise errori di navigazione: in realtà non avevano ancora raggiunto il radiofaro ed erano scesi troppo presto tra le montagne. Il volo colpì il Monte Paramo Frontino a 12 300 piedi (3 700 m). Tutte le 132 persone a bordo rimasero uccise nello schianto.